# Movimiento Conservador (Georgia)
Movimiento Conservador (en georgiano: კონსერვატიული მოძრაობა/ალტ ინფო) fue un partido político de extrema derecha en Georgia. 

## Historia
Los miembros de Alt-Info fundaron un partido político a finales de 2021, denominado Movimiento Conservador, registrado el 7 de diciembre de ese mismo año. El congreso fundacional se celebró el 20 de noviembre de 2021. El 11 de abril de 2022, el nombre del partido se cambió a Movimiento Conservador/Alt Info.
El 2 de julio de 2022, el partido organizó la manifestación contra el desfile del orgullo y la integración europea en respuesta a una manifestación a favor de la UE en Tiflis pidiendo al Consejo Europeo que otorgara a Georgia el estatus de candidato a la adhesión.
En septiembre de 2023, el partido fundó el "movimiento Anti-Maidan" en Georgia para contrarrestar un supuesto plan de grupos financiados por Occidente y políticos georgianos con sede en Ucrania para dar un golpe de Estado en Georgia.
El 11 de abril de 2024, el Registro Público de Georgia revocó el registro del Movimiento Conservador como partido político válido y legal. La decisión se tomó después de que la oficina anticorrupción investigara al Movimiento Conservador y descubriera varias irregularidades en el funcionamiento del partido.El 10 de junio de 2024, Alt Info anunció que había llegado a un acuerdo con la Alianza de Patriotas para presentarse a las elecciones parlamentarias de octubre a través de su lista electoral, evitando así la cancelación del registro de su propia rama política por parte de las autoridades.

## Ideología
Durante su congreso fundacional, los miembros del Movimiento Conservador declararon que sus principales objetivos eran construir un partido alternativo tanto al gobernante Sueño Georgiano como al opositor Movimiento Nacional Unido, con el objetivo de establecer la democracia cristiana en lugar de la democracia liberal y buscar relaciones más estrechas con Rusia.
El partido consideró que los problemas socioeconómicos de Georgia estaban relacionados con la tensa relación de Georgia con Rusia. El partido sostuvo que el único plan realista para que Georgia recuperara el control sobre sus regiones separatistas apoyadas por Rusia, Abjasia y Osetia del Sur, era convertirse en aliado de Rusia y unirse a la Unión Económica Euroasiática. Según el partido, la propagación de los valores liberales occidentales en Georgia es una amenaza para la identidad y la nacionalidad georgianas. Por otra parte, la Rusia cristiana ortodoxa es un aliado natural de Georgia en la preservación de su identidad cristiana ortodoxa y en la lucha contra los valores globalistas y liberales occidentales.
Alt-Info se distingue de otros movimientos similares por su disposición a recurrir a la violencia para alcanzar objetivos políticos. Su líder, Zura Majaradze, declaró: "Puedo y pienso defender mis valores, incluso con la fuerza [...] Estoy dispuesto a actuar con fuerza contra esta marcha del orgullo". Según el movimiento, está justificado recurrir a la violencia para combatir el "liberalismo decadente" que amenaza a la nación georgiana.
La política económica del partido es proteccionista y apoya la nacionalización de los recursos naturales y la protección de la producción local.